# Sergio Somma
Sergio Somma (* 13. Mai 1987 in Pittsburgh, Pennsylvania) ist ein ehemaliger US-amerikanischer Eishockeyspieler, der im Verlauf seiner aktiven Karriere zwischen 2005 und 2015 unter anderem 100 Spiele für die Augsburger Panther in der Deutschen Eishockey Liga (DEL) auf der Position des linken Flügelstürmers bestritten hat.

## Karriere
Sergio Somma begann seine Karriere als Eishockeyspieler bei den Green Bay Gamblers, für die er von 2005 bis 2007 in der Juniorenliga United States Hockey League (USHL) aktiv war. Anschließend besuchte er vier Jahre lang die Ohio State University, für deren Eishockeymannschaft er parallel in der National Collegiate Athletic Association (NCAA) auflief. Gegen Ende der Saison 2010/11 gab der Angreifer für die Chicago Wolves aus der American Hockey League (AHL) sein Debüt im professionellen Eishockey. In fünf Spielen erzielte er dabei je ein Tor und eine Vorlage.
Zur Saison 2011/12 wurde Somma von den Augsburger Panthern aus der Deutschen Eishockey Liga (DEL) verpflichtet. Er verbrachte dort zwei Spielzeiten, ehe er im Sommer 2013 in die zweitklassige HockeyAllsvenskan nach Schweden wechselte. Dort spielte der US-Amerikaner zunächst bis November 2013 für den Karlskrona HK. Anschließend wechselte er für den Rest der Saison innerhalb der Liga zu Mora IK. Die Saison 2014/15 verbrachte Somma bei den Starbulls Rosenheim in der DEL2. Danach beendete der 28-Jährige seine aktive Karriere vorzeitig.

### International
Mit der Nationalmannschaft der Vereinigten Staaten nahm Somma im Jahr 2011 am Deutschland Cup teil. In seinen drei Turniereinsätzen bereitete der Flügelstürmer zwei Tore vor.

## Karrierestatistik
(Legende zur Spielerstatistik: Sp oder GP = absolvierte Spiele; T oder G = erzielte Tore; V oder A = erzielte Assists; Pkt oder Pts = erzielte Scorerpunkte; SM oder PIM = erhaltene Strafminuten; +/− = Plus/Minus-Bilanz; PP = erzielte Überzahltore; SH = erzielte Unterzahltore; GW = erzielte Siegtore; 1 Play-downs/Relegation; Kursiv: Statistik nicht vollständig)